# Amparito Arozamena
María Amparo Arozamena Sánchez (Ciudad de México, 24 de agosto de 1916-ibidem, 30 de abril de 2009), más conocida como Amparito Arozamena, fue una actriz mexicana, considerada como una de las figuras de la llamada Época de Oro del Cine mexicano. Fue conocida por sus papeles secundarios en la década de los 60 donde se hizo famosa por su personaje de "Doña Chole" en la serie de televisión, Los Beverly de Peralvillo (1968-1973). Actuó desde su adolescencia y estrenó su primer largometraje a los trece años.

## Carrera
Hija del actor Eduardo "Nanche" Arozamena y de la tiple del Teatro Principal, Clemencia Sánchez, fue la menor de seis hermanos: Eduardo, Juan, Lupe, Luisa y Carmen Arozamena Sánchez. Tuvo otros dos hermanos menores, Eduardo Arozamena Pasarón y Carlos Arozamena Pasarón. Debutó como actriz de revista a los 5 años de edad, en la compañía teatral de la Familia Arozamena, encabezada por su padre. A los 10 años de edad obtuvo su primer estelar en el teatro, en la obra El hada de barro en el papel de Cupido. Trabajó en más de 60 obras de teatro.
Debutó en el cine en la película La calle del ensueño, filmada en Chile en 1929. Su primera película mexicana fue Almas encontradas en 1933. Participó en más de 120 películas. Fue pionera de la televisión mexicana trabajando en teleteatros con Ángel Garasa, Rafael Banquells y Chucho Valero. Su primera telenovela fue Borrasca con Maricruz Olivier en 1962. Grabó alrededor de 61 telenovelas. También incursionó en comedias televisivas como Hogar, dulce, hogar, El show de Eduardo II, Los Polivoces, Salón de belleza, El hospital de la risa, siendo su consagración «La Tarántula» del programa unitario Los Beverly de Peralvillo con Guillermo Rivas y Leonorilda Ochoa.

## Vida personal
Se casó con Roberto Serna con quien procreó su único hijo, Juan Antonio. Poco tiempo después su esposo falleció en un accidente. Después de muchos años de viudez, en 1952 se casó con el futbolista del equipo América, Ramón Barón. La medalla que la A.N.D.A. otorga a los actores con 75 años de trayectoria lleva el nombre de Amparito Arozamena, por ser ella la primera actriz que cumplió 75 años ininterrumpidos de carrera artística. 
Falleció el 30 de abril de 2009 a los 92 años de edad. 

## Television
- Mujer, casos de la vida real (2002-2005) - Julia en "Reino de los cielos"
- XHDRBZ (2002-2004)
- Humor es... Los Comediantes (1999) .... Invitada

## Filmografía
- Locura de amor (2000) Telenovela .... Doña Tomasa
- Mi destino eres tú (2000) Telenovela .... Chonita
- Amigos X Siempre (2000) Telenovela .... Doña Virginia
- Cuento de Navidad (1999-2000) Mini-telenovela .... Clienta de Melquíades
- DKDA: Sueños de juventud (1999-2000) Telenovela .... Carmelita
- El diario de Daniela (1998-1999) Telenovela .... Amparito
- Los nuevos Beverly (1996)
- 3 comunes y corrientes (1995)
- Alondra (1995) Telenovela .... Maty
- Pobre niña rica (1995-1996) Telenovela .... Doña Andrea Múzquiz
- Hasta que los cuernos nos separen (1995)
- Buscando el paraíso (1993-1994) Telenovela .... Doña Edna
- Dos hermanos buena onda (1993)
- Yo hice a Roque III (1993)
- Baila conmigo (1992) Telenovela .... Consuelo
- Pólvora en la piel (1992)
- Cuando llega el amor (1989-1990) Telenovela .... Doña Refugio
- Un paso al más acá (1988)
- Quisiera ser hombre (1988) .... Chona
- Ser charro es ser mexicano (1987)
- El hospital de la risa (1986) .... Milagros
- Angélica (1985) Telenovela
- El mexicano feo (1984)
- Allá en el rancho de las flores (1983)
- Más valiente del mundo (1983)
- En busca del paraíso (1982-1983) Telenovela .... Hortensia
- Por amor (1982) Telenovela
- Cachún cachún ra ra! (1981) .... Mamá de Lenguardo[3]
- Cuentos colorados (1980)
- Nora la rebelde (1979) .... Beatriz, viuda de Pérez
- El Apenitas (1978)
- El patrullero 777 (1978)
- El show de Eduardo segundo (1976-1981)
- El gran circo de Capulina (1975)....Trapecista Rusa
- Ven conmigo (1975-1976) .... Eulogia
- Yo y mi mariachi (1975)
- Las hijas de don Laureano (1974)
- Chucherías (1972-1974) .... Varios personajes
- La cigüeña sí es un bicho (1971)
- Qué familia tan cotorra (1971)
- Los Beverly de Peralvillo (Serie de televisión) (1968-1971) .... Doña Chole
- Duelo de pasiones (1968) Telenovela .... Chuy
- Mi padrino (1968)
- La vida de Pedro Infante (1966) .... Pasajera en autobús
- Ruletero a toda marcha (1964)
- Dos inocentes mujeriegos (1964)
- Cri Cri el grillito cantor (1963)
- El amor llegó a Jalisco (1963)
- México de mis recuerdos (1963) .... Sra. de teatro
- La divina garza (1963)
- Los parranderos (1963)
- Destino (1963) Telenovela
- Las Amapolo (1962)
- Sobre el muerto las coronas (1961)
- Viva Chihuahua (1961)
- ¡Que padre tan padre! (1961)
- Las Leandras (1960) .... Manuela Monterubio
- El dolor de pagar la renta (1960)
- Dos hijos desobedientes (1960)
- Nacida para amar (1959)
- El Sordo (1959)
- México nunca duerme (1959)
- La vida de Agustín Lara (1959) .... Criada
- Sabrás que te quiero (1958)
- Maratón de baile (1958)
- Quiero ser artista (1958)
- Cuatro copas (1958)
- Tres desgraciados con suerte (1958)
- Mi desconocida esposa (1958)
- Cielito lindo (1957)
- Pobres millonarios (1957)
- El organillero (1957)
- El caso de la mujer asesinadita (1955)
- Tres bribones (1955)
- Maldita ciudad (1954)
- Se solicitan modelos (1954)
- Cantando nace el amor (1954)
- Caballero a la medida (1954)
- La sexta carrera (1953)
- Quiéreme porque me muero (1953)
- Ahí vienen los gorrones (1953)
- Nosotras las sirvientas (1951)
- Mi mujer no es mía (1951)
- Baile mi rey (1951)
- Madre querida (1951)
- Pecado de ser pobre (1950)
- Huellas del pasado (1950)
- Al son del mambo (1950)
- Cabaret Shangai (1950)
- La dama torera (1950) .... Julia
- Yo quiero ser mala (1950)
- Canas al aire (1949)
- La hija del penal (1949) .... Rosa
- El mago (1949)
- La vorágine (1949)
- Cuando los padres se quedan solos (1949) .... Lorenza
- ¡Qué verde era mi padre! (1945)
- Toda una vida (1945)
- El gendarme desconocido (1941)
- Hasta que llovió en Sayula (1941)
- La justicia de Pancho Villa (1940)
- Perfidia (1939) .... Muriel, la cazafortunas
- María Elena (1936)
- El rayo de Sinaloa (1935)
- Almas encontradas (1933)
- La calle del ensueño (1929)